# آني أوكلي (فلم 1894)
آني أوكلي (بالإنجليزية: Annie Oakley) هو فيلم أبيض وأسود أمريكي صامت يعود إصداره لعام 1894 من إنتاج استوديوهات إديسون، أنتجه ويليام ديكسون مع ويليام هايز كمصور سينمائي. يُظهر الفيلم أوكلي وهي تطلق النار كما اشتهرت بها في عروضها الحية. كان المشهد الأول لأوكلي وهي تطلق النار على بندقيتها مارلين 91 من عيار 22 25 مرة في 27 ثانية. هناك أيضًا مشهد لها وهي تسدد كرات في الهواء. الرجل الذي يساعدها هو على الأرجح زوجها فرانك إي بتلر. كلاهما كانا من قدامى المحاربين في عرض الغرب المتوحش لبافالو بيل.
يعتبر الفيلم الأكثر شهرة لكونه أول ظهور لآني أوكلي على الفيلم. أراد توماس إديسون أن يرى ما إذا كان جهاز التصوير السينمائي الخاص به يمكنه التقاط الدخان المنبعث من البندقية، لذلك وظف أوكلي لتصوير بعض عمليات إطلاق النار التي تقوم بها.  في عام 1894 تم تركيب أجهزة التصوير السينمائي في 60 موقعًا في المدن الكبرى في جميع أنحاء البلاد. 
تم تصوير الفيلم على بكرة واحدة باستخدام مقياس قياسي 35 مم في استوديو إديسون بلاك ماريا في ويست أورانج، نيو جيرسي، في الأول من نوفمبر 1894. مدة الفيلم الأصلي 90 ثانية،  تم حفظ أجزاء الفيلم الناجية في مكتبة الكونجرس.

## روابط خارجية
- Annie Oakley  في قاعدة بيانات الأفلام على الإنترنت (بالإنجليزية)
- آني أوكلي على موقع أول موفي.
- آني أوكلي على فهرس معهد الفيلم الأمريكي
- AnnieOakley متوفر للتحميل المجاني على أرشيف الإنترنت
- Annie Oakley at the Library of Congress